# Destrucción de instrumentos
La destrucción de instrumentos musicales es un ritual realizado por algunos músicos de rock, pop y otros estilos durante sus presentaciones en directo, generalmente al final de ellos.

## Primeros años
La primera realización de este acto, de la que se tenga registro, se remonta a 1956, en el show de Lawrence Welk. Un artista apodado «Rockin 'Rocky Rockwell» hizo una versión caricaturesca de «Hound Dog», canción de Elvis Presley. Al término de la presentación rompió en pedazos una guitarra acústica, al golpearla con la rodilla.

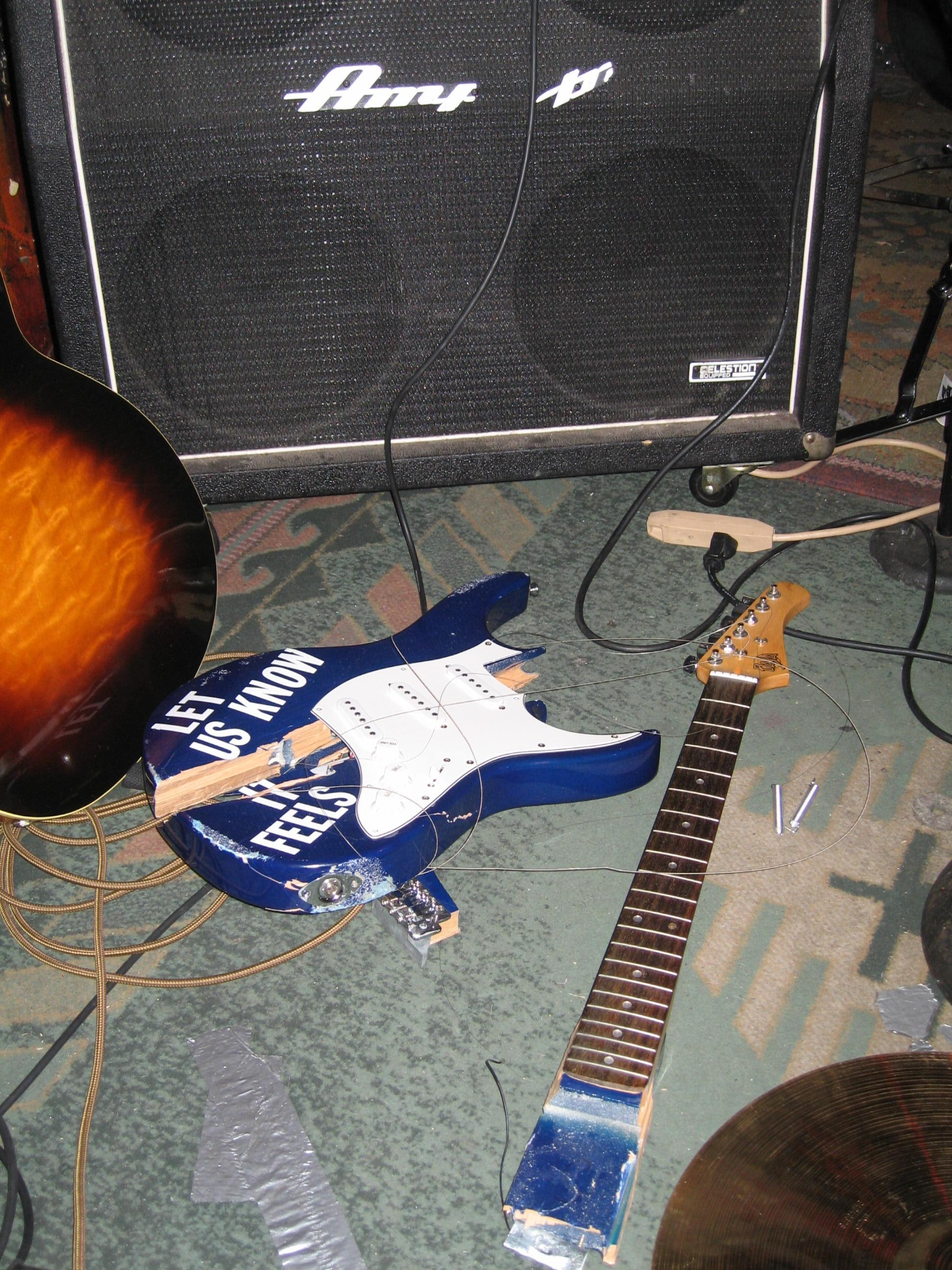
Una guitarra eléctrica rota.

En lo que artistas de rock se refiere, Jerry Lee Lewis fue probablemente el primero que destruyó su equipo musical, como cuentan diversas historias que datan de la década de 1950, donde le prendía fuego a su piano.
A mediados de 1960, el guitarrista Pete Townshend de The Who, se convirtió en el primer artista «rompedor de guitarras» del rock . La revista Rolling Stone incluyó el destrozo de su guitarra Rickenbacker en el Railway Hotel en septiembre de 1964, en su lista de los «50 Moments That Changed the History of Rock & Roll» («50 Momentos Que Cambiaron La Historia del Rock & Roll»). Fue en aquel suceso, en que el acto de romper los instrumentos musicales fue relacionado directamente con el arte autodestructivo, como le comentó un estudiante a Gustav Metzger, artista y político que acuñó el término.
Keith Moon, el baterista de The Who, también fue conocido por la destrucción de su batería. El episodio más recordado de esto, fue en el debut en televisión de la banda en Estados Unidos, en el programa Smothers Brothers Comedy Hour de 1967. Moon, sobrecargó su bombo con cargas explosivas que fueron detonadas al final de la canción «My Generation». La explosión causó que la invitada Bette Davis estuviera a punto de desmayarse, que el pelo de Townshend comenzara a incendiarse debido al fuego y, según la leyenda, contribuyó a que el guitarrista padeciera de sordera parcial, lo que posteriormente se transformó en tinnitus. Moon también resultó herido en la explosión, cuando el borde de uno de sus platillos lo cortara en el brazo. El canal de televisión VH1, colocó este evento, en el número diez de su lista de los «Greatest Rock and Roll Moments on Television» («Grandes Momentos del Rock and Roll en Televisión»).
Jeff Beck, entonces miembro de The Yardbirds, destrozó su guitarra en la película de 1966 Blow-Up, luego que el director Michelangelo Antonioni le dijo que emulara a The Who. Jimi Hendrix también fue conocido por destruir sus guitarras y amplificadores. La destrucción más recordada fue la que realizó en el Monterey Pop Festival, donde le prendió fuego a su guitarra eléctrica en el final del evento. Tanto Hendrix como The Who, participaron en el festival. Townshend comentó posteriormente que ambos querían ser el último artista en aparecer en el mismo, por lo que el azar de una moneda al aire le otorgó la posibilidad de cerrar el show a Hendrix.
La destrucción de instrumentos también ha sido utilizada en otros géneros musicales. En el final del monodrama de Peter Maxwell Davies titulado Eight Songs for a Mad King, en su primera interpretación en 1969, el vocalista se apodera del violín de uno de los músicos y lo rompe.

## Años 70 hasta actualidad

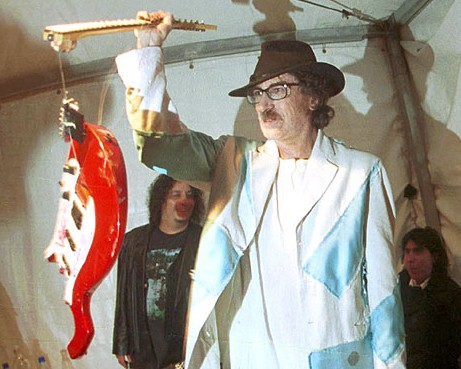
Charly García con una guitarra rota.

Tras los primeros esbozos de destrucción en los sesenta, numerosos artistas se inspiraron en aquel acto y comenzaron a hacerlos suyos en sus presentaciones, manteniendo vigente el espíritu que conlleva aquella destrucción. Ritchie Blackmore, de Deep Purple y Rainbow, rompió su guitarra por toda la década del setenta.
Paul Simonon de The Clash destruyó su bajo sólo una vez al lado del escenario, una fotografía que aquel suceso se convirtió en la portada de su álbum London Calling.
Los integrantes de Nine Inch Nails no sólo destruían sus guitarras, sino  también sus teclados y otro equipo musical durante sus giras en los años noventa, al igual que el talentoso artista Kurt Cobain y los miembros de Nirvana.
Marilyn Manson acostumbraba a terminar sus conciertos destrozando la batería con el pie de micro en la gira «Dead To the World», como se puede comprobar en el VHS de mismo nombre. A su vez, la banda terminó destrozando el escenario en su actuación en los MTV Awards con la canción «The Beautiful People».
El guitarrista y vocalista Matt Bellamy, de la banda Muse, tiene el récord Guinness de más guitarras destruidas, con 140 guitarras destruidas durante el tour de Absolution en 2003.
Durante varios de sus conciertos, Gustavo Cerati destrozaba su guitarra PRS Multifoil Special Model durante el solo intermedio de la canción «Sueles Dejarme Solo» para tomar otra guitarra y culminar la canción. Esta fue una práctica que repitió en la gira de regreso de Soda Stereo llamada Me Verás Volver 2007.
Paul Stanley del grupo Kiss, rompe su guitarra al término de los show de la banda, generalmente con la canción «Rock and Roll All Nite».
En 2003 Chester Bennington durante el Live in Texas, después de terminar la canción «A Place for My Head» gritó: «¡qué se jodan!», echó el dedo, después el guitarrista Brad Delson tiró su guitarra al piso para que así Chester la partiera después.
En 2007, Win Butler de Arcade Fire destruyó su guitarra acústica al término de la canción «Intervention», en Saturday Night Live, luego que una cuerda de su guitarra se cortara.
El cantante y compositor John Hiatt criticó esta práctica, titulando su álbum de 1993 como Perfectly Good Guitar.
En 2012, Billie Joe Armstrong de Green Day rompió su guitarra eléctrica en iHeart Radio de Las Vegas.
En 2021, Phoebe Bridgers estrelló su guitarra Danelectro contra una cuña del escenario durante su presentación en vivo de "I Know The End" en Saturday Night Live.